# Liv Boeree
Olivia Boeree, detta Liv (Kent, 17 luglio 1984), è una giocatrice di poker, conduttrice televisiva e modella britannica.
Liv ha studiato astrofisica all'Università di Manchester prima di trasferirsi a Londra.

## Carriera pokeristica

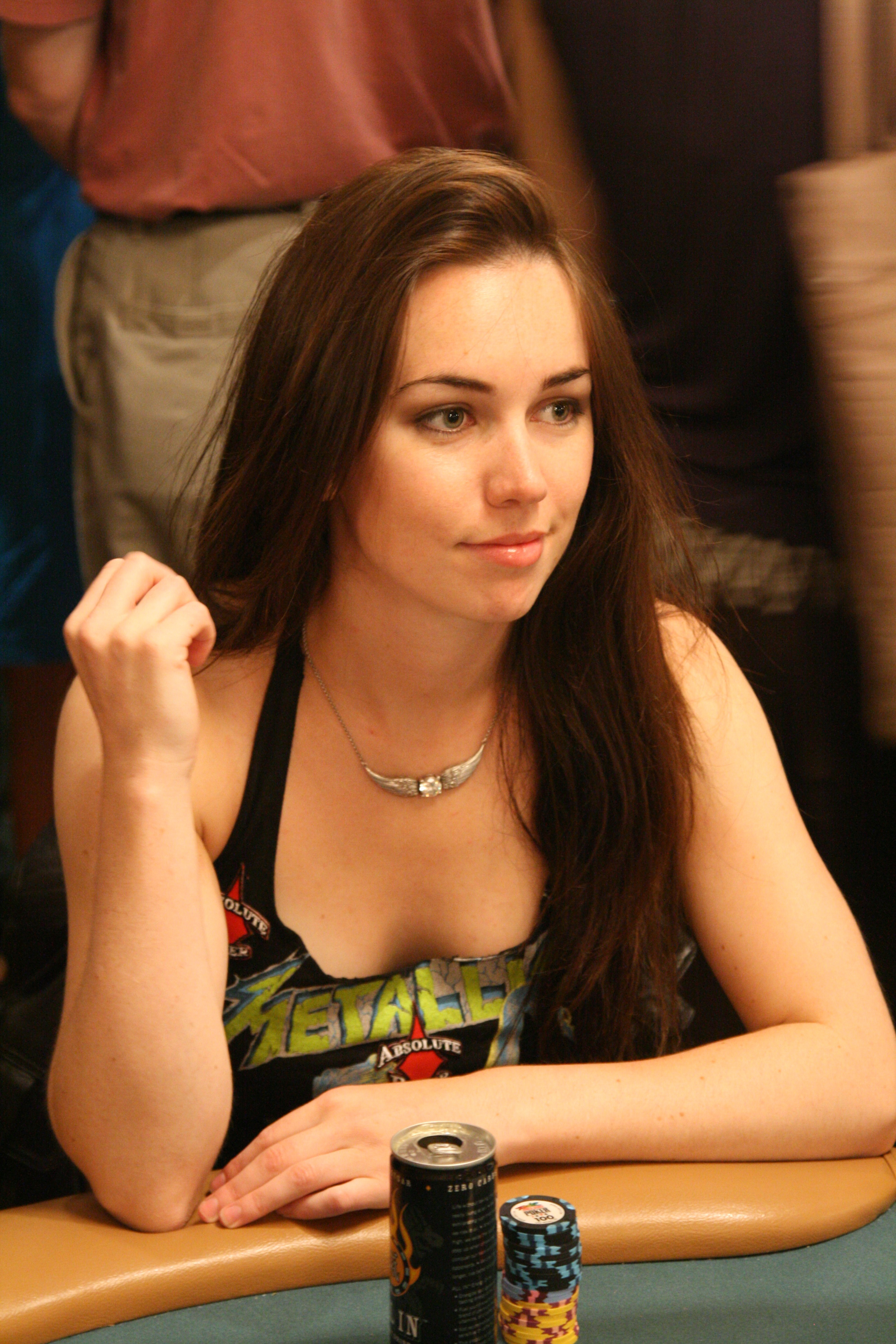
Liv Boeree alle World Series of Poker 2008

Ha fatto il suo ingresso nel mondo del poker quando fu selezionata tra i cinque concorrenti del reality show "Ultimatepoker.com Showdown", andato in onda su Channel 5 durante l'autunno del 2005. Durante la manifestazione è stata allenata da giocatori di poker professionisti, come Phil Hellmuth, Annie Duke e Dave 'Devilfish' Ulliott.
Dopo lo show Liv ha iniziato a giocare a poker a livello professionistico, e nel 2006 è diventata una presentatrice televisiva e giornalista per Gutshot TV alle World Series of Poker di Las Vegas. Dopo poco tempo è divenuta ospite del canale online Challenge's TV per l'European Poker Tour per poi apparire come reporter alle World Series of Poker per il sito WorldSeriesofPoker.com. Liv ha tenuto anche una rubrica sulla rivista Bluff Europe Magazine, ottenendo anche la copertina delle riviste Gambling Online, World Poker Tour e Online Gambler Magazines.
Nel maggio del 2008 vince il Ladbrokes European Ladies Championships per 30.000$.
Liv arriva a premi in due eventi delle World Series 2008: nell'evento 38 $2.000 Pot Limit Holdem finisce 49º per 4.074$, mentre nell'evento 41 $1.500 Mixed Limit Holdem ritira 2.793$ per la 64ª posizione. Nello stesso anno chiude in 49ª posizione anche l’Aruba Classic per 5.500$ di premio. Nel gennaio 2009 raggiunge la 7ª posizione nel $1.500 NLH Bounty Event per 18,900$ e nell'aprile 2009 gioca due tavoli finali negli eventi preliminari delle World Poker Tour Championships, collezionando 23.000$ totali. Inoltre ha vinto un posto da $25.000 in un satellite per l'evento principale del WPT, in cui ha finito 37° per 41.000$.
Il 21 aprile 2010 ha vinto l'European Poker Tour di Sanremo. La Boeree si è aggiudicata una moneta da 1.250.000€, diventando la terza donna ad aver vinto un titolo EPT.
Il 2 settembre 2010 Liv Boeree ha aperto il “Poker in the park”, un Festival del poker a Londra. L'evento ha attirato persone da tutto il mondo, che hanno raggiunto la capitale anglosassone per le varie attrazioni e i tornei di poker.
Ha vinto il suo primo braccialetto delle WSOP alle WSOP 2017 nell'evento "$10.000 Tag Team No-Limit Hold'em Championship".

## Altre attività
Nel 2006 Liv è apparsa nel quiz-show Codex di Channel 4. Il 21 luglio 2007 Liv appare nello show ITV Golden Balls. È riuscita a raggiungere la fine dello spettacolo, e con lo “Split o Steal” ha rubato il jackpot di 6.500,50£ al suo avversario.
È una chitarrista appassionata e ascolta principalmente il genere metal.
Ha co-presentato il DVD Golden Gods della rivista Metal Hammer, fornito gratuitamente con il numero di settembre del 2008. È apparsa inoltre sulla rivista Loaded e ha posato per un servizio fotografico della rivista Maxim.
Nel 2014, Liv ha co-fondato Raising for Effective Giving, un'organizzazione che promuove un approccio razionale alla filantropia spesso indicato come altruismo efficace.